# Museo y Parque Arqueológico Cueva Pintada
Koordinaten: 28° 8′ 38,9″ N, 15° 39′ 18,7″ W

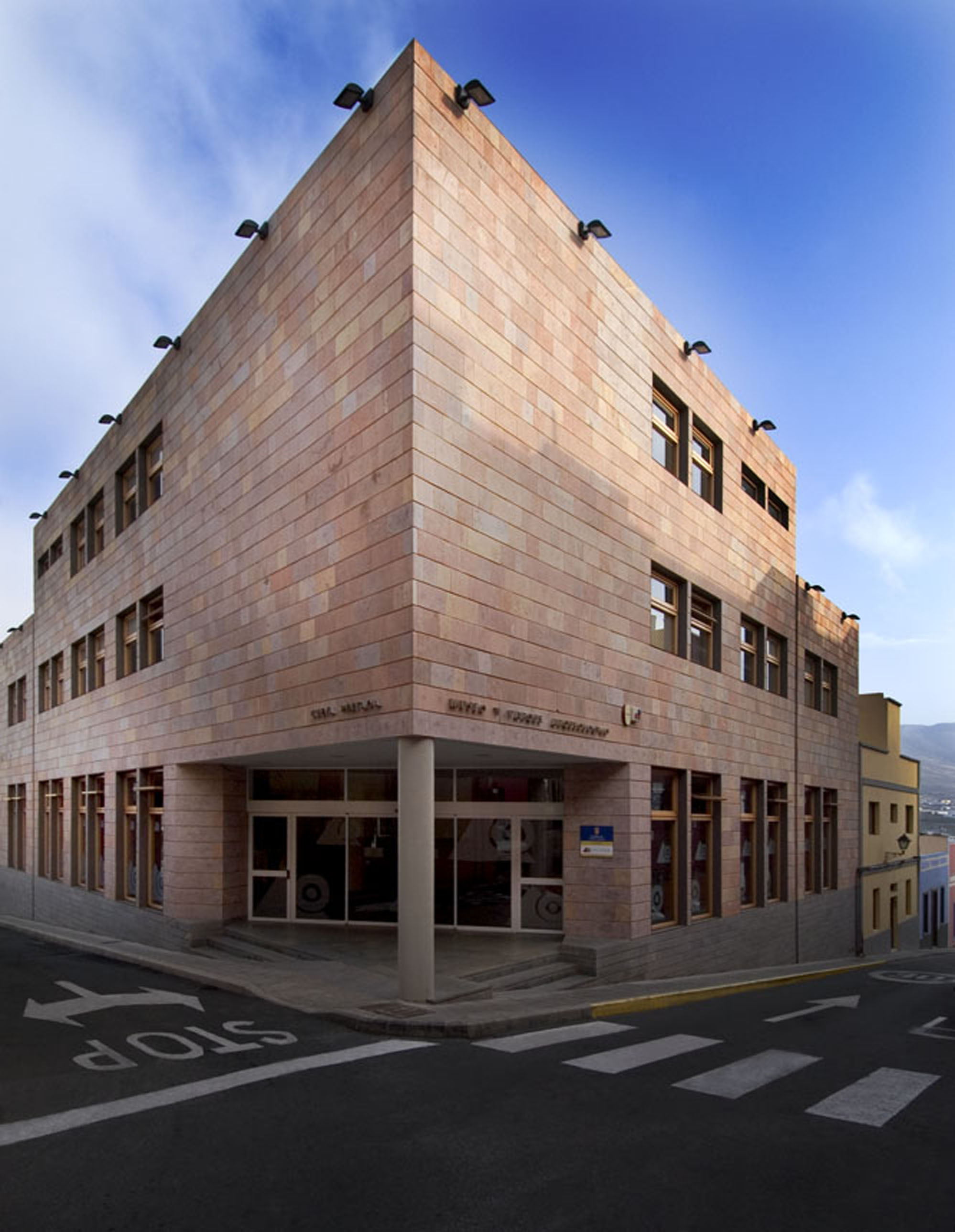
Fassade des Museums

Das Museo y Parque Arqueológico Cueva Pintada wurde über einer archäologischen Fundstätte errichtet. Es liegt in der Ortschaft Gáldar im Nordwesten der Insel Gran Canaria.

## Museum

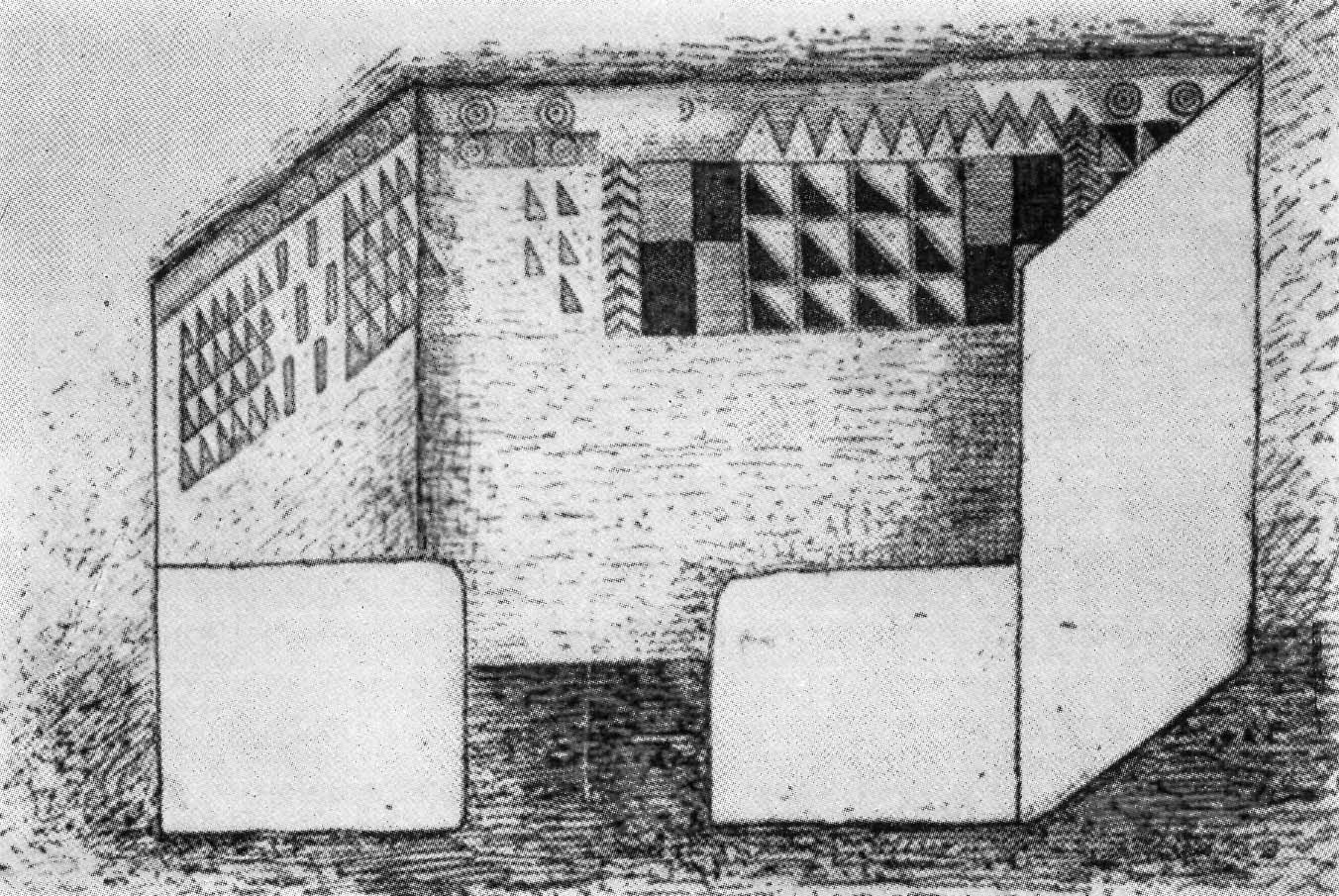
Darstellung der Wandbemalung Ende des 19. Jahrhunderts durch René Verneau

Das Museum liegt im historischen Zentrum der Stadt Gáldar. Es hat die Aufgabe, die dortigen historischen Fundstätten zu schützen, wissenschaftliche Forschung zu betreiben und die Erkenntnisse an die Allgemeinheit zu vermitteln. Die Einrichtung ist nach der Cueva Pintada (bemalte Höhle) benannt, die vermutlich im 7. Jahrhundert n. Chr. von den Ureinwohnern der Insel, den Canarios, geschaffen wurde. Diese Höhle war nach der Eroberung der Kanarischen Inseln im 15. Jahrhundert in Vergessenheit geraten und verschüttet worden. Erst in der zweiten Hälfte des 19. Jahrhunderts wurde sie wiederentdeckt. Ihre kulturhistorische Bedeutung wurde damals bereits von ausländischen Fachleuten erkannt. Erst in den 1970er Jahren begann eine genau wissenschaftliche Untersuchung der Höhle. Nachdem das Gelände 1972 zum Bien de Interés Cultural erklärt worden war, wurde es gegen die Umwelteinflüsse geschützt, die unter anderem durch die Bewässerung der umliegenden Felder zu Schäden führten. 1982 wurde der Zugang zur Höhle für die Öffentlichkeit gesperrt und 1987 mit den Ausgrabungen auch im Umfeld begonnen. Sie ergaben, dass die Höhle kein isoliertes Objekt war, sondern Teil einer prähistorischen Siedlung mit mehr als 50 Häusern und weitern Höhlen. Zum Schutz der Anlage wurde mit dem Bau einer neu konzipierten Art von Museum begonnen. Ein Bereich von 5700 m2 wurde überdacht. Die Besucher haben heute die Möglichkeit, die archäologische Fundstätte auf Stegen zu durchqueren und zu besichtigen. Es wurden rekonstruierte Wohnungen der Ureinwohner eingerichtet und Ausstellungs-, Informations- und Laborräume geschaffen. Im Jahr 2006 wurde das neue Museum eröffnet. Es zeigt in gesonderten Ausstellungsräumen am Ort gefundene Objekte wie Pintaderas, Statuetten sowie Gebrauchsgegenstände und Schmuck aus verschiedenen Materialien.

## Cueva Pintada
Die Cueva Pintada gilt aufgrund ihrer Größe als die bedeutendste Fundstätte der Höhlenmalerei auf der Insel Gran Canaria. Sie wurde im 6. oder 7. Jahrhundert n. Chr. in den Tuffstein gehauen und erhielt im 12. Jahrhundert ihre Ausmalung. Die nach der Eroberung der Insel Gran Canaria im 15. Jahrhundert vorerst weiter genutzte und später verschüttete Höhle wurde 1873 bei einer Neuterrassierung des Ackerlandes wiedergefunden.
Die Höhle ist etwa rechteckig mit den Seitenlängen 4,53 m und 4,26 m. Die Breiten betragen 5,00 m und 4,90 m. Sie hat eine Höhe von 3,22 m. Im Fußboden sind eine Reihe von etwa 20 cm tiefen Gruben eingelassen. Auf drei Seiten der Höhle wurden Reste von Bemalungen gefunden. Sie sind in Feldern angeordnet, welche die ganze Breite der heutigen Stirnwand und Teile zweier anderer Wänden ausfüllen. Bildflächen beginnen in einer Höhe von 1,90 m bzw. 1,75 m über dem Boden.

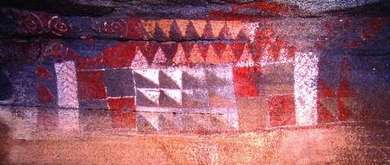
Malerei auf der Rückwand der Cueva Pintada

Die Malereien sind dreifarbig. Die verwendeten Pigmente waren Rötel und feiner weißlicher Ton. Schwarz wurde nicht als Pigment auf die Fläche aufgetragen. Es ist die natürliche Farbe des Untergrundes. Auf den Bildflächen sind geometrische Formen angeordnet. Das häufigste Motiv ist ein Quadrat, das in zwei Dreiecke geteilt ist. Die Dreiecke sind schwarz-rot oder schwarz-weiß gefüllt und mit einer weißen bzw. roten Linie umrandet. Die Quadrate sind jeweils in mehreren Zeilen und Spalten angeordnet. Einige größere neben- und untereinander angeordnete ungeteilte Quadrate sind schwarz-rot gefüllt und weiß umrandet. Ein weiteres, zwei Mal vorkommendes Motiv ist ein weißer senkrechter Streifen, in dem eine Reihe roter Winkel untereinander erscheinen. Einige rote Streifen sind ähnlich einer Säge mit weißen Dreiecken dekoriert. An einigen Stellen sind auf einer roten Fläche weiße Kreise zu sehen, in denen ein oder zwei weitere Kreise konzentrisch angeordnet sind.

## Siedlung
Die Untersuchung des Umfeldes der Cueva Pintada begannen im Jahr 1987. Es wurde festgestellt, dass die Höhle Teil einer der bedeutendsten Siedlungen der Ureinwohner war. Sie bestand seit dem 6. Jahrhundert n. Chr. Auf einem Gebiet von mehr als 6.000 m2 befinden sich die Reste von mehr als fünfzig Häusern und einer ganzen Reihe von Höhlen. Die gefundenen Ruinen stellen nach Meinung der Archäologen nur einen Teil des vorspanischen Ortes dar, der sich über den ganzen Abhang des Barrancos erstreckte. Aus schriftlichen Überlieferungen des 15. Jahrhunderts weiß man, dass der Guanarteme, der Herrscher über den Nordteil der Insel, seinen Sitz in dem damals „Agaldar“ genannten Ort hatte.
In den Häusern und Höhlen wurden bei den Ausgrabungen eine große Menge von Haushaltsgegenständen des täglichen Bedarfs aus Keramik, Stein und Knochen gefunden. Darüber hinaus aber auch Pintaderas und Ídolos. Die Funde werden im Museum in gesonderten Sammlungen präsentiert. Zusammen mit den Abfällen und Resten von Lebensmitteln ermöglichen die Funde einen Einblick in die Lebensverhältnisse der Canarios. Diese Informationen wurden verwendet, um für die Besucher eine Rekonstruktion der Wohn- und Lebensverhältnisse der Ureinwohner zu schaffen. Der Fund von Münzen und mit einer Töpferscheibe hergestellter Keramiken deuten darauf hin, dass die Siedlung auch nach der Eroberung der Insel bewohnt war.